# Oliwia Jabłońska
Oliwia Maria Jabłońska (ur. 16 kwietnia 1997 we Wrocławiu) – polska niepełnosprawna pływaczka, srebrna i brązowa medalistka igrzysk paraolimpijskich, dwukrotna mistrzyni świata i dwukrotna mistrzyni Europy, wielokrotna medalistka mistrzostw świata juniorek.
Jest zawodniczką klubu Start Wrocław. Jej pierwszym trenerem był Wojciech Seidel, a od sezonu 2016/2017 są: Beata Pożarowszczyk i Sławomir Kuczko.
W 2013 roku została laureatką Konkursu Lady D. im. Krystyny Bochenek w kategorii dobry start.

## Życiorys
Oliwia urodziła się z wadą stóp zwaną artrogrypozą obwodową. W ramach rehabilitacji uczęszczała na basen, co przerodziło się w profesjonalne treningi. Pierwszy seniorski medal zdobyła w wieku 12 lat, zdobywając brąz mistrzostw Polski. Wtedy otrzymała powołanie do młodzieżowej reprezentacji narodowej. Po roku zdobyła sześć medali mistrzostw świata juniorów.
W 2012 roku wzięła udział na igrzyskach paraolimpijskich w Londynie. W konkurencji 100 metrów stylem motylkowym (S10) zajęła drugie miejsce, zdobywając srebrny medal. Cztery lata później w Rio de Janeiro ponownie zdobyła medal paraolimpijski. Tym razem w tej samej konkurencji zajęła trzecie miejsce, zdobywając brąz. W finale szybciej popłynęły Nowozelandka Sophie Pascoe i Chinka Chen Yi. Podczas Letnich Igrzysk Paraolimpijskich 2020 w Tokio zdobyła brązowy medal na 400 metrów stylem dowolnym (S10), przegrywając z Węgierką Bianką Pap i Kanadyjką Aurélie Rivard.
Odznaczona dwukrotnie Srebrnym (2013, 2016) Krzyżem Zasługi oraz Krzyżem Kawalerskim (2021) Orderu Odrodzenia Polski.

## Wyniki
| Rok  | Zawody                   | Miejscowość    | Konkurencja                    | Wynik         | Pozycja     |
| ---- | ------------------------ | -------------- | ------------------------------ | ------------- | ----------- |
| 2011 | Mistrzostwa Europy       | Berlin         | 100 m stylem dowolnym (S10)    | 1:07,00       | 8. miejsce  |
| 2011 | Mistrzostwa Europy       | Berlin         | 400 m stylem dowolnym (S10)    | 4:53,24       | 3. miejsce  |
| 2011 | Mistrzostwa Europy       | Berlin         | 100 m stylem grzbietowym (S10) | 1:24,22 (el.) | 10. miejsce |
| 2011 | Mistrzostwa Europy       | Berlin         | 100 m stylem motylkowym (S10)  | 1:12,59       | 4. miejsce  |
| 2012 | Igrzyska paraolimpijskie | Londyn         | 50 m stylem dowolnym (S10)     | 31,37         | 17. miejsce |
| 2012 | Igrzyska paraolimpijskie | Londyn         | 100 m stylem dowolnym (S10)    | 1:03,76       | 8. miejsce  |
| 2012 | Igrzyska paraolimpijskie | Londyn         | 400 m stylem dowolnym (S10)    | 4:41,65       | 4. miejsce  |
| 2012 | Igrzyska paraolimpijskie | Londyn         | 100 m stylem motylkowym (S10)  | 1:08,55       | 2. miejsce  |
| 2013 | Mistrzostwa świata       | Montreal       | 50 m stylem dowolnym (S10)     | 29,99         | 7. miejsce  |
| 2013 | Mistrzostwa świata       | Montreal       | 400 m stylem dowolnym (S10)    | 4:44,38       | 5. miejsce  |
| 2013 | Mistrzostwa świata       | Montreal       | 100 m stylem motylkowym (S10)  | 1:08,54       | 2. miejsce  |
| 2014 | Mistrzostwa Europy       | Eindhoven      | 50 m stylem dowolnym (S10)     | 29,42         | 6. miejsce  |
| 2014 | Mistrzostwa Europy       | Eindhoven      | 100 m stylem dowolnym (S10)    | 1:03,63       | 3. miejsce  |
| 2014 | Mistrzostwa Europy       | Eindhoven      | 400 m stylem dowolnym (S10)    | 4:44.04       | 2. miejsce  |
| 2014 | Mistrzostwa Europy       | Eindhoven      | 100 m stylem motylkowym (S10)  | 1:07,90       | 1. miejsce  |
| 2014 | Mistrzostwa Europy       | Eindhoven      | 200 m stylem zmiennym (SM10)   | 2:36,42       | 2. miejsce  |
| 2015 | Mistrzostwa świata       | Glasgow        | 50 m stylem dowolnym (S10)     | 29,52 (el.)   | 9. miejsce  |
| 2015 | Mistrzostwa świata       | Glasgow        | 400 m stylem dowolnym (S10)    | 4:39,62       | 3. miejsce  |
| 2015 | Mistrzostwa świata       | Glasgow        | 100 m stylem motylkowym (S10)  | 1:09,34       | 2. miejsce  |
| 2015 | Mistrzostwa świata       | Glasgow        | 200 m stylem zmiennym (SM10)   | 2:32,87       | 5. miejsce  |
| 2016 | Mistrzostwa Europy       | Funchal        | 100 m stylem dowolnym (S10)    | 1:03,07       | 5. miejsce  |
| 2016 | Mistrzostwa Europy       | Funchal        | 400 m stylem dowolnym (S10)    | 4:35,91       | 3. miejsce  |
| 2016 | Mistrzostwa Europy       | Funchal        | 100 m stylem motylkowym (S10)  | 1:09,08       | 2. miejsce  |
| 2016 | Mistrzostwa Europy       | Funchal        | 200 m stylem zmiennym (SM10)   | 2:34,93       | 5. miejsce  |
| 2016 | Igrzyska paraolimpijskie | Rio de Janeiro | 50 m stylem dowolnym (S10)     | 29,41         | 11. miejsce |
| 2016 | Igrzyska paraolimpijskie | Rio de Janeiro | 400 m stylem dowolnym (S10)    | 4:35,52       | 4. miejsce  |
| 2016 | Igrzyska paraolimpijskie | Rio de Janeiro | 100 m stylem motylkowym (S10)  | 1:08,77       | 3. miejsce  |
| 2017 | Mistrzostwa świata       | Meksyk         | 50 m stylem dowolnym (S10)     | 30,93 (el.)   | 9. miejsce  |
| 2017 | Mistrzostwa świata       | Meksyk         | 100 m stylem dowolnym (S10)    | 1:04,55       | 4. miejsce  |
| 2017 | Mistrzostwa świata       | Meksyk         | 400 m stylem dowolnym (S10)    | 4:43,40       | 1. miejsce  |
| 2017 | Mistrzostwa świata       | Meksyk         | 100 m stylem motylkowym (S10)  | DNS           | DNS         |
| 2018 | Mistrzostwa Europy       | Dublin         | 100 m stylem dowolnym (S10)    | 1:02,78       | 5. miejsce  |
| 2018 | Mistrzostwa Europy       | Dublin         | 400 m stylem dowolnym (S10)    | 4:34,37       | 1. miejsce  |
| 2018 | Mistrzostwa Europy       | Dublin         | 100 m stylem motylkowym (S10)  | 1:07,86       | 2. miejsce  |
| 2018 | Mistrzostwa Europy       | Dublin         | 200 m stylem zmiennym (SM10)   | 2:31,56       | 4. miejsce  |
| 2019 | Mistrzostwa świata       | Londyn         | 400 m stylem dowolnym (S10)    | 4:29,65       | 1. miejsce  |
| 2019 | Mistrzostwa świata       | Londyn         | 100 m stylem motylkowym (S10)  | 1:07,80       | 4. miejsce  |
| 2021 | Mistrzostwa Europy       | Madera         | 100 m stylem dowolnym (S10)    | 1:03,34       | 3. miejsce  |
| 2021 | Mistrzostwa Europy       | Madera         | 400 m stylem dowolnym (S10)    | 4:31,79       | 2. miejsce  |
| 2021 | Mistrzostwa Europy       | Madera         | 100 m stylem motylkowym (S10)  | 1:09,02       | 2. miejsce  |
| 2021 | Mistrzostwa Europy       | Madera         | 200 m stylem zmiennym (SM10)   | 2:33,99       | 2. miejsce  |
| 2021 | Igrzyska paraolimpijskie | Tokio          | 100 m stylem dowolnym (S10)    | 1:04,44 (el.) | 11. miejsce |
| 2021 | Igrzyska paraolimpijskie | Tokio          | 400 m stylem dowolnym (S10)    | 4:33,20       | 3. miejsce  |
| 2021 | Igrzyska paraolimpijskie | Tokio          | 100 m stylem motylkowym (S10)  | 1:10,09       | 5. miejsce  |
| 2021 | Igrzyska paraolimpijskie | Tokio          | 200 m stylem zmiennym (SM10)   | DNS           | DNS         |